# Карев, Владимир Николаевич
Владимир Николаевич Карев (род. 15 июля 1949, Верхоценье, Тамбовская область) — государственный деятель, член Совета Федерации, председатель Тамбовской областной Думы.

## Биография
Образование высшее профессиональное. Окончил в 1971 году Воронежский сельскохозяйственный институт им. К. Д. Глинки по специальности «инженер-механик», в 1990 году — Ростовскую высшую партийную школу, в 2005 году — Орловскую региональную академию государственной службы в г. Тамбове. В 2002 году защитил диссертацию на соискание ученой степени кандидата экономических наук.

### Политическая карьера
В марте 1994 года избран депутатом, заместителем председателя Тамбовской областной Думы первого созыва, а с января 1996 года по 1997 год возглавил областную Думу.
С 1997 по 2001 год — председатель Тамбовской областной Думы второго созыва, член Совета Федерации Федерального Собрания Российской Федерации.
С 2001 по 2005 год — председатель Тамбовской областной Думы третьего созыва.
С 2005 по 2011 год — председатель Тамбовской областной Думы четвёртого созыва.
С марта 2011 по 2016 год — первый заместитель председателя Тамбовской областной Думы пятого созыва.
С 26 мая 2015 по 10 декабря 2015 — временно исполняющий обязанности председателя Тамбовской областной Думы пятого созыва.
С 28 сентября 2016 года — первый заместитель председателя Тамбовской областной Думы шестого созыва. Член Всероссийской политической Партии «Единая Россия» с 2005 года.

## Награды
Орденом Дружбы; Орденом «Слава нации»; Орденом Почёта; Медалью «За трудовую доблесть»; Медалью «За заслуги в увековечении памяти погибших защитников Отечества»; Значком «Отличник народного просвещения»; Медалью «В память 200-летия Минюста России»; Нагрудным знаком «Совет Федерации. 20 лет»; Почётной грамотой Совета Федерации Федерального Собрания Российской Федерации; Почётной грамотой Государственной Думы Федерального Собрания Российской Федерации; Грамотой Президента Российской Федерации к памятной медали «XXII Олимпийские зимние игры и XI Паралимпийские зимние игры 2014 года в г. Сочи»; Почётной грамотой администрации Тамбовской области; Почётной грамотой Тамбовской области; Нагрудным знаком администрации Тамбовской области «За трудовые достижения»; Нагрудным знаком «За заслуги перед Тамбовской областью».